# David Hamilton
David Hamilton (Londres, 15 de abril de 1933-París, 25 de noviembre de 2016) fue un fotógrafo británico autodidacta, famoso desde la década de 1970 por sus series de retratos de niñas adolescentes desnudas o semidesnudas.

## Biografía
Hijo único de una ama de casa y de padre desconocido, Hamilton pasa su infancia en Londres. Durante la Segunda Guerra Mundial se establece durante un tiempo en Dorset, cuyos paisajes inspiran su obra. Al final de la guerra regresa a Londres para terminar los estudios.
Empleado en un despacho de arquitecto, toma conciencia de sus talentos artísticos y a los 20 años se traslada a París, donde trabaja como diseñador gráfico para Peter Knapp de la revista Elle. Hamilton es entonces reclutado como director artístico por la revista Queen en Londres, un puesto que conserva durante seis meses. Prefiere la vida parisina y vuelve a Francia. Trabaja para las revistas de Printemps. 
En 1966, a los 33 años inicia su carrera de fotógrafo profesional. Su estilo encontró un éxito inmediato. Sus fotografías se publican en numerosas revistas, entre ellas: Réalités, Twen o Photo, dirigida por Jean-Jacques Naudet.

## Trayectoria profesional
Poseía un estilo característico en el que suelen predominar los colores suaves, atmósferas difuminadas y el grano grueso, que acabó llamándose hamiltoniano. Tuvo un tipo muy definido de modelo: inicio de la adolescencia (hacia los 11 años), en plena adolescencia o que hubiera salido ya de la adolescencia, su modelo debía transmitir perfección, elegancia innata, naturalidad, inocencia y sutil erotismo. Como señalaron en Woman by 10, «El talento de David Hamilton consiste en su habilidad para sorprender a las jóvenes exactamente en el momento en que descubren la mejor parte de su erotismo ingenuo...»; esto lo llevó a escoger casi invariablemente un tipo de joven: "el artista recurre siempre al mismo tipo de muchacha escandinava que conserva intacta durante mucho más tiempo esta etapa fugaz de la existencia"; se mantuvo alejado de las agencias de modelos y evadió muchas veces las sugeridas por amigos o padres.
Su inicio no fue tan rápido como pudiera creerse, pues se dedicó a quehaceres distintos de la fotografía pero relacionados con la estética: fue decorador de tiendas, director artístico en revistas como Elle y Queen, asistente artístico de la cadena de almacenes Printemps. El detonador de su carrera ocurrió en 1967, a la edad de 34 años, cuando fotografió por primera vez una de sus muchachas, en su casa de Ramatuelle (Provenza). Las fotografías fueron publicadas en Jasmin y después en Twen, publicación alemana. En 1969 ya era el David Hamilton que hoy se reconoce en el medio artístico. En cada año ha inaugurado personalmente exposiciones de su obra en países como Japón, Italia, Alemania y Estados Unidos.
En mayo de 1975, la revista "Lui" publica el diario privado del fotógrafo. En diciembre de 1977 la Galería de Manhattan expone sus fotografías.
Entre 1977 y 1984 realiza una serie de películas eróticas "soft", la primera de las cuales es "Bilitis". Seguidamente rueda "Laura", "Las sombras de verano", "Tiernas Primas" y "Primeros deseos" en la que aparece Emmanuelle Béart.
En 2006 publicó una colección de fotografías con subtítulos y "Cuentos eróticos". En 2007, Ediciones de la Martinière saca a luz una monografía del fotógrafo; desde entonces sus libros no son reeditados. En 2009, Mélanie Thierry posa para el fotógrafo para la portada de la revista "Soon". Alain Finkielkraut evoca en France Inter el 9 de octubre el estilo del fotógrafo para justificar el caso de Roman Polanski.
En 2012, Florence Besson de la revista Elle, Elie de Architectural Digest, Be magazine y Gala critican moderadamente la exposición del fotógrafo en la galería Artcube de París dirigida por Jonathan Gervoson, hijo del fundador del grupo Andros.
En 2015 concede algunas entrevistas con motivo de la publicación de "Cuentos eróticos de David Hamilton" en la editorial Hermé.

## Controversias
Varias de sus colecciones de obras estuvieron prohibidas en Sudáfrica entre 1976 y 1993.
Trabajando en la representación de adolescentes a menudo desnudas, David Hamilton se encontró en el centro de la controversia sobre todo desde la década de 1990,con acusaciones de pornografía infantil junto a los también fotógrafos Sally Mann y Jock Sturges. Grupos conservadores cristianos en Estados Unidos atacaron las librerías que difundían sus obras.
Para el diario británico The Guardian, en 2005, las fotografías de David Hamilton han sido durante mucho tiempo objeto de debate: "¿Es arte o pornografía? " En Surrey, un hombre de 49 años que trabajaba en una empresa de auditoría fue procesado por poseer 19.000 imágenes "indecentes" de niños. Parte de las fotografías son de David Hamilton. Durante el juicio, su defensa se basaba en el hecho de que las fotografías de este fotógrafo son de acceso directo en los libros y que se venden en sitios web como WHSmith, Tesco, Waterstones y Amazon. Para el fiscal, estas imágenes son "claramente indecentes. El contenido no puede ser descrito como artístico y es claramente de naturaleza sexual". "El tribunal considera que las imágenes intervenidas son de categoría 1, la calificación más baja de indecencia. El hombre es finalmente condenado con pena leve. En respuesta, Glenn Holanda, el portavoz de David Hamilton, declaró que el fotógrafo está profundamente decepcionado con el veredicto, dada su reputación en todo el mundo y que ha vendido millones de libros. Tras el juicio, un miembro de la Policía de Surrey manifestó que la posesión de las obras de David Hamilton es en estos momentos ilegal en el Reino Unido. La Policía de Surrey posteriormente tuvo que rectificar y excusarse, garantizando que no se ha realizado ninguna actuación judicial firme sobre la obra de David Hamilton.
En 2010, en una población cerca de Londres, un hombre es condenado y luego absuelto en apelación por la posesión de pornografía infantil. Tenía cuatro libros, entre ellos "La edad de la inocencia" de David Hamilton y Still Time Sally Mann, comprados en una librería de Walthamstow. Durante el juicio de apelación, el juez dijo que si los servicios judiciales de la Fiscalía de la Corona quieren establecer el carácter indecente de los estos libros, debe perseguirse a los editores o vendedores y no a quien los ha comprado de manera personal.

## Acusaciones de violación en Francia
En octubre de 2016, la presentadora Flavie Flament publica "La consolación", una novela autobiográfica en la cual afirma haber sido violada en 1987 en Cap d'Agde, cuando tenía 13 años de edad, por un célebre fotógrafo. Cuando se le preguntó en los medios de comunicación, ha explicado que no puede nombrar a su violador a causa de la prescripción del plazo según la legislación francesa. En los siguientes días, el nombre de David Hamilton –cuya edad correspondía a la mencionada por Flavie Flament– es citado por varios medios de comunicación y miembros de las redes sociales, como Twitter, como el posible fotógrafo mencionado por la presentadora.
David Hamilton hace publicar a su abogado residente en Francia un derecho de respuesta en SudInfo en la que arremete contra los periodistas que "no dudan en reportar calumnias abominables" y afirma que nunca ha sido el autor del "comportamiento criminal que se le imputa." Al mismo tiempo, la madre y el hermano de Flavie Flament cuestionan sus acusaciones contra David Hamilton, en medio de disputas familiares: "Esto es para nosotros totalmente increíble! Ella entreteje hechos y pasajes completamente ficticios." Ella asegura que hasta ahora no ha podido hablar de la cuestión ya que estaba traumatizada por la experiencia.
El 17 de noviembre de 2016, El Obs publica el testimonio de otras tres mujeres, con la condición de anonimato, declarando que –de adolescentes y en situaciones similares a Flavie Flament– fueron violadas por David Hamilton. Uno de ellas fecha los hechos en el año 1967, los otros dos casos a finales de los 1980 y reclama haber presentado una denuncia en 1997. Sin embargo, el caso había sido clasificado sin seguimiento. Los hechos mencionados están prescritos para estas tres mujeres. Al día siguiente, Flavie Flament, animada por los nuevos testimonios, confirma que el hombre al que acusa es David Hamilton.
El 23 de noviembre de 2016, David Hamilton informó a la prensa de su intención de presentar "varias quejas de difamación en los próximos días".  Dos días más tarde, el 25 de noviembre de 2016, David Hamilton es encontrado muerto en su casa en el bulevar de Montparnasse, en el distrito 6 de París. Se encuentran medicamentos cerca del cadáver. El diario Telegraph publica que según fuentes policiales se trata de un suicidio.
Algunas horas después de la muerte, Flavie Flament declaró: "Me acabo de enterar de la muerte de David Hamilton, el hombre que me violó cuando tenía 13 años de edad. El hombre que violó a muchas chicas, algunas de las cuales se han manifestado con valor y emoción en las últimas semanas. Es en ellas en quien pienso. En esta injusticia que estábamos combatiendo juntas. Por su cobardía, se nos condena otra vez al silencio y a la incapacidad de verle condenado. El horror de este anuncio nunca borrará las de nuestras noches blancas".

## Obra

### Libros
- Dreams of a Young Girl (1971)
- Sisters (1972)
- La Danse (1972)
- Souvenirs (
- The Best of David Hamilton (1976)
- David Hamilton's Private Collection (1976)
- Hamilton's Movie (1977)
- The Young Girl (1978)
- Tender Cousins (1981)
- Twenty Five Years of an Artist (1993)
- The Age of Innocence (1995)
- A Place In The Sun (1996)
- Holiday Snapshots (1999)
- David Hamilton (2006)
- Erotic Tales (2006)

### Películas
- Bilitis (1977)
- Laura, les ombres de l'été (Sublime Frenesí) (1979)
- Tendres cousines (Primas Cariñosas / Las Primas) (1980)
- A Summer in St. Tropez (Un été à Saint-Tropez) (1983)
- Premier désirs (First Desires)(1984)